# Camilla Fangel
Camilla Fangel (født 29. februar 1992) er en tidligere dansk håndboldspiller. Hun har tidligere optrådt for Silkeborg-Voel KFUM, Nykøbing Falster Håndboldklub, SK Aarhus, Roskilde Håndbold, Horsens HK, Ringkøbing Håndbold, Herning-Ikast Håndbold og Viborg HK.
Hun har flere U-landsholdskampe på CV'et. Samtidig har hun også spillet på det danske Beach landshold.